# Bárcena de Cicero (ort)
Bárcena de Cicero är en ort i Spanien.   Den ligger i den autonoma regionen Kantabrien i den norra delen av landet, 300 km norr om huvudstaden Madrid. Bárcena de Cicero ligger 20 meter över havet.